# Fibricium subcarneum
Fibricium subcarneum är en svampart som beskrevs av Y. Hayashi 1974. Fibricium subcarneum ingår i släktet Fibricium, ordningen Hymenochaetales, klassen Agaricomycetes, divisionen basidiesvampar och riket svampar.   Inga underarter finns listade i Catalogue of Life.